# Freie-Partie-Europameisterschaft 1980

Logo CEB (ausrichtender Verband)

Die Freie-Partie-Europameisterschaft 1980 war das 19. Turnier in dieser Disziplin des Karambolagebillards und fand vom 22. bis zum 25. Mai 1980 in Lugo statt. Es war die fünfte Freie-Partie-Europameisterschaft in Spanien.

## Geschichte
Mit einer soliden Leistung setzte Willy Wesenbeek die belgische Tradition der Europameister in der Freien Partie mit dem zehnten Titel fort. Hinter dem Franzosen Georges Bourezg wurde der beste Akteur des Turniers, der Niederländer Jan Arnouts, mit allen Bestleistungen Dritter. Nach schwachem Start wurde der Düsseldorfer Dieter Wirtz mit Siegen gegen Arnouts, Tuset  und Mastny noch Fünfter. Der als achter Teilnehmer qualifizierte Ontonio Oddo aus Italien musste das Turnier krankheitsbedingt kurzfristig absagen. Es war das letzte Turnier in dem bis 500 Punkte gespielt wurde.

## Modus
Gespielt wurde in einer Finalrunde „Jeder gegen Jeden“ bis 500 Punkte. Bei einem Unentschieden in einer Aufnahme gab es für jeden Spieler zwei Matchpunkte. Es wurden prolongierte Serien gewertet.
1. MP = Matchpunkte
2. GD = Generaldurchschnitt
3. HS = Höchstserie

## Abschlusstabelle

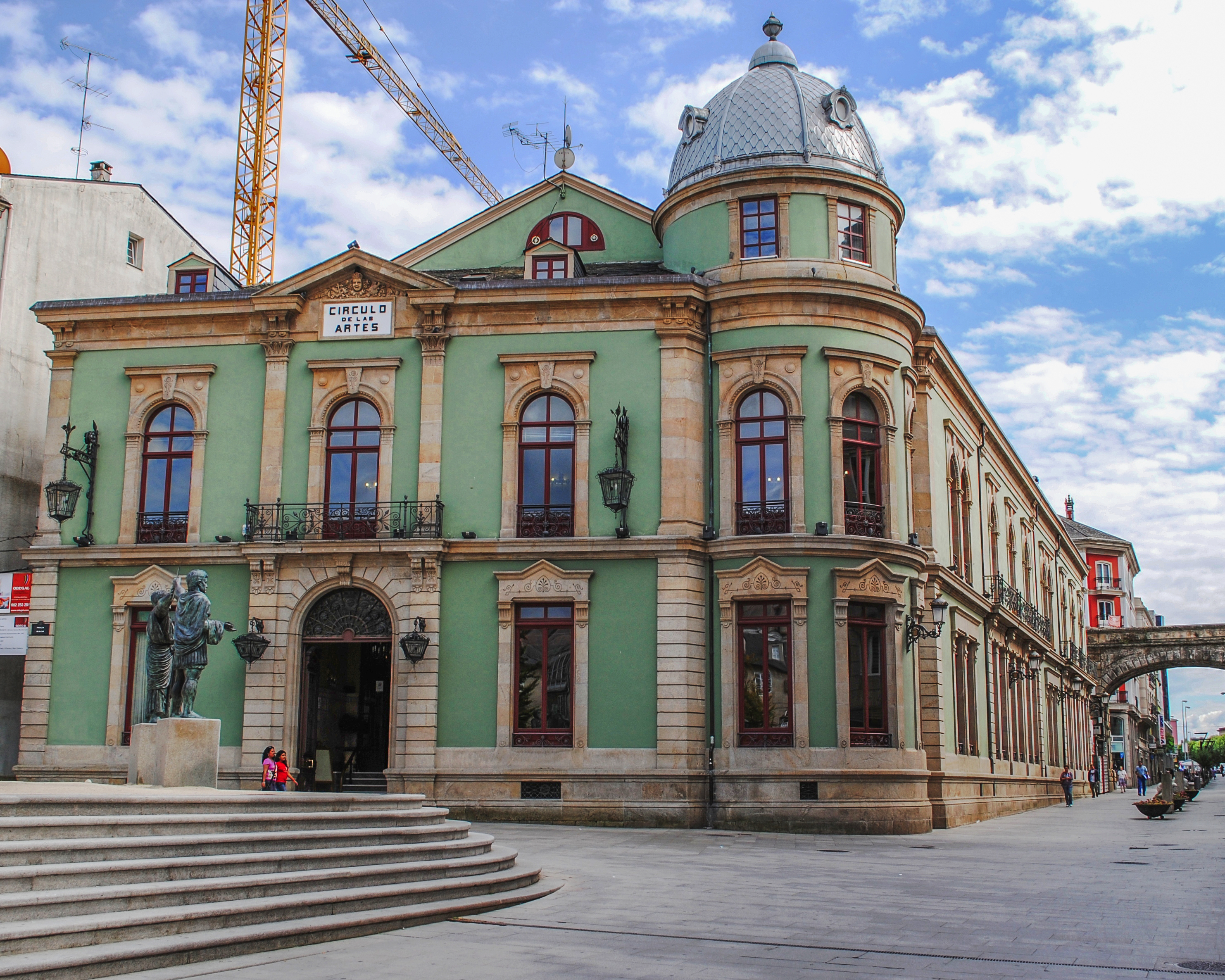
Circulo de las Artes

| MP    | Match Points (Sieger = 2; Unentschieden = 1; Verlierer = 0) |
| Pkte. | Erzielte Karambolagen                                       |
| Aufn. | Benötigte Versuche                                          |
| GD    | Generaldurchschnitt                                         |
| BED   | Bester Einzeldurchschnitt eines Spielers                    |
| HS    | Höchstserie                                                 |
|       | Bester GD des Turniers                                      |
|       | Bester ED des Turniers                                      |
|       | Beste HS des Turniers                                       |
|       | 1. Platz (Gold)                                             |
|       | 2. Platz (Silber)                                           |
|       | 3. Platz (Bronze)                                           |

| Platz                      | Name            | MP   | Pkte | Aufn. | GD     | BED    | HS  |
| -------------------------- | --------------- | ---- | ---- | ----- | ------ | ------ | --- |
| 1                          | Willy Wesenbeek | 12:0 | 3000 | 27    | 111,11 | 250,00 | 499 |
| 2                          | Georges Bourezg | 8:4  | 2198 | 29    | 75,79  | 250,00 | 499 |
| 3                          | Jan Arnouts     | 7:5  | 2530 | 13    | 194,61 | 500,00 | 590 |
| 4                          | José Gálvez     | 7:5  | 2457 | 28    | 87,75  | 125,00 | 442 |
| 5                          | Dieter Wirtz    | 6:6  | 1965 | 30    | 65,50  | 250,00 | 446 |
| 6                          | Kurt Mastny     | 2:10 | 1081 | 24    | 45,04  | 55,55  | 201 |
| 7                          | Carlos Tuset    | 0:12 | 1706 | 31    | 55,03  | –      | 479 |
| Turnierdurchschnitt: 82,07 |                 |      |      |       |        |        |     |